# 涡轴-9
涡轴-9，正式編號FWZ-9，是中华人民共和国研制设计的一款涡轮轴航空发动机，用于直-10等机型。。

## 指标
中间功率：957KW
耗油率: 0.311kg/KWh
功率重量比: 5.5
涡轮前温度: 1100摄氏度

#### 使用机型
- 直-10